# Битка при Магнезия
Битката при Магнезия (Magnesia) се провежда през декември 190 пр.н.е. близо до Магнезия ад Сипилум в Лидия (днес Маниса, Турция) между Римската република с главнокомандващ Луций Корнелий Сципион Азиатски и техния съюзник Евмен II цар на Пергамон против Антиох III Велики, царят на Селевкидското царство.
Тя е решаващата битка от Римско-сирийската война (от 192 до 188 пр.н.е.) и завършва с победа на римляните. Сключва се мир в Апамея през 188 пр.н.е..